# Cleo & Cuquin
Cleo y Cuquín (estilizada como Cleo & Cuquín) es una serie de animada mexicana-española. Producida por Ánima Kitchent (filial española de Ánima Estudios de México) para RTVE, Televisa y adquirida por Netflix para su distribución internacional. Comenzó su emisión el 8 de enero de 2018, realizada en animación 3D. Es una versión moderna de la Familia Telerín, serie animada española de los años 1960.

## Argumento
Cleo y Cuquín, la mayor y el bebé de la familia Telerín, son los protagonistas. En cada episodio, los niños vivirán una pequeña gran aventura en la que Cuquín con sus travesuras originará un conflicto o meterá en problemas a Cleo y sus hermanos, que lo resolverán de la mejor manera que puede hacerlo un niño: jugando.
Al final de cada episodio, Cleo descubrirá qué quiere ser de mayor.

## Personajes

### Principales
- Cleo es la mayor de 6 hermanos y tiene 8 años. Lo que más le gusta es jugar, y, con su desbordante imaginación transforma todo lo que le pasa en un juego y en una aventura.
- Cuquín es el más pequeño y tiene sólo un año. Es un trasto adorable, un bebé incansable y juguetón incapaz de estarse quieto.
- Colitas tiene 4 años, apenas está aprendiendo a hablar, es una amante de la naturaleza y los animales.
- Pelusín tiene 5 años y es el artista de la familia, es tranquilo, creativo y muy sensible.
- Maripí tiene 6 años y adora ser el centro de atención, es ordenada, limpia y sobre todo teatrera.
- Tete tiene 7 años, es un ratoncito de biblioteca, muy inteligente y sabihondo que adora leer, estudiar y aprender cosas nuevas.

### Mascotas
- El perro Tomate
- El conejo Fantasma

## Episodios

### Primera temporada
| #  | Título original              | Estreno               | Título en inglés           |
| -- | ---------------------------- | --------------------- | -------------------------- |
| 1  | El estreno                   | 8 de enero de 2018    | The premiere               |
| 2  | Atrapafantasmas              | 8 de enero de 2018    | Ghostcatchers              |
| 3  | Paseando a Pelusín           | 9 de enero de 2018    | Driving Pelusin            |
| 4  | Monstruas                    | 9 de enero de 2018    | Hiccup Monsters            |
| 5  | Doublé plié                  | 10 de enero de 2018   | Doublé plié                |
| 6  | Elemental querida Colitas    | 10 de enero de 2018   | Elementary dear Colitas    |
| 7  | Magic Cleo                   | 11 de enero de 2018   | Magic Cleo                 |
| 8  | El campeonato                | 11 de enero de 2018   | The championship           |
| 9  | La flor                      | 12 de enero de 2018   | The flower                 |
| 10 | El diente volador            | 12 de enero de 2018   | Flying tooth               |
| 11 | Un día en la playa           | 15 de enero de 2018   | A day at the beach         |
| 12 | Lluvia de estrellas          | 15 de enero de 2018   | Meteor shower              |
| 13 | Superhéroe                   | 16 de enero de 2018   | Power up                   |
| 14 | Un día de sastre             | 16 de enero de 2018   | Pijama's party             |
| 15 | Excavando                    | 17 de enero de 2018   | Digging                    |
| 16 | Mi pequeña gran banda        | 17 de enero de 2018   | My little big band         |
| 17 | Suspenso en gimnasia         | 18 de enero de 2018   | Gym challenge              |
| 18 | Fantasma enamorado           | 18 de enero de 2018   | Ghost love                 |
| 19 | La colmena                   | 19 de enero de 2018   | Colita's bee day           |
| 20 | El proyecto de Tete          | 19 de enero de 2018   | Tete's project             |
| 21 | La pelota                    | 22 de enero de 2018   | The ball                   |
| 22 | Primer día de primavera      | 22 de enero de 2018   | The first day of spring    |
| 23 | Feliz cumpleaños             | 23 de enero de 2018   | Happy birthday             |
| 24 | La bici nueva                | 23 de enero de 2018   | Learning to ride           |
| 25 | El partidazo                 | 24 de enero de 2018   | The big game               |
| 26 | Atrapado por las flores      | 24 de enero de 2018   | Trapped by the flowers     |
| 27 | El accidente                 | 25 de enero de 2018   | The accident               |
| 28 | Una tarde de Tele            | 25 de enero de 2018   | Afternoon TV               |
| 29 | Por las ramas                | 26 de enero de 2018   | Out on a limb              |
| 30 | Día de Navidad               | 26 de enero de 2018   | Christmas day              |
| 31 | El misterio de las verduras  | 29 de enero de 2018   | The vegetable mystery      |
| 32 | La carrera                   | 29 de enero de 2018   | The race                   |
| 33 | La helada                    | 30 de enero de 2018   | The big freeze             |
| 34 | Juguete-emergencias          | 30 de enero de 2018   | Toy ER                     |
| 35 | Al cole                      | 31 de enero de 2018   | Off to school              |
| 36 | ¿Me traes mi juguete?        | 31 de enero de 2018   | Delivery                   |
| 37 | ¡Quiero un zumo!             | 1 de febrero de 2018  | Juice, please!             |
| 38 | El álbum                     | 1 de febrero de 2018  | The photo album            |
| 39 | El secreto está en la pizza  | 2 de febrero de 2018  | The secret is in the sauce |
| 40 | Aventura en el mar           | 2 de febrero de 2018  | Sea adventure              |
| 41 | ¡No quiero pintar!           | 5 de febrero de 2018  | Anyone can draw            |
| 42 | ¡Siéntate!                   | 5 de febrero de 2018  | Sit!                       |
| 43 | Ella, caballera              | 6 de febrero de 2018  | She knight                 |
| 44 | Todos contra Cleo            | 6 de febrero de 2018  | Everyone vs Cleo           |
| 45 | Una pesadilla de Halloween   | 7 de febrero de 2018  | A halloween nightmare      |
| 46 | Avioncitos de papel          | 7 de febrero de 2018  | Little paper planes        |
| 47 | La leyenda del capitán Garra | 8 de febrero de 2018  | The legend of captain Claw |
| 48 | El día de piscina            | 8 de febrero de 2018  | Pool party                 |
| 49 | Policías y ladronzuelos      | 9 de febrero de 2018  | Cops and robbers           |
| 50 | Día de riego                 | 9 de febrero de 2018  | Watering day               |
| 51 | La flauta                    | 12 de febrero de 2018 | Flaute age                 |
| 52 | ¡Qué viene el lobo!          | 12 de febrero de 2018 | here comes the wolf!       |

### Segunda temporada
| #  | Título original           | Estreno       | Título en inglés        |
| -- | ------------------------- | ------------- | ----------------------- |
| 1  | La nave                   | Enero de 2020 | The spaceship           |
| 2  | Búsqueda helada           | Junio de 2020 | Snowy search            |
| 3  | Mariesfinge               | Junio de 2020 | Marisphinx              |
| 4  | El huevo                  | Junio de 2020 | The egg                 |
| 5  | El videojuego             | Junio de 2020 | The video game          |
| 6  | Goles sobre patines       | Junio de 2020 | Goals on ice            |
| 7  | A todo hielo              | Junio de 2020 | Arctic architecture     |
| 8  | El circo de Cleo          | Junio de 2020 | Cleo's circus           |
| 9  | Nos vamos de vacaciones   | Junio de 2020 | Vacation time           |
| 10 | Aventura al atardecer     | Junio de 2020 | Evening adventure       |
| 11 | La reforma                | Junio de 2020 | Tree house TLC          |
| 12 | Nos vamos de cumple       | Junio de 2020 | A spacetastic birthday  |
| 13 | Las gafas de Teté         | Junio de 2020 | Tete's glasses          |
| 14 | El gran huevo de Odín     | Junio de 2020 | Odin's giant egg        |
| 15 | Escuela de monstruos      | Junio de 2020 | Ghoul school            |
| 16 | Un mundo gigante          | Junio de 2020 | A gigantic world        |
| 17 | Una nueva amiga           | Junio de 2020 | A new friend            |
| 18 | Tesoros bajo la arena     | Junio de 2020 | Hidden treasures        |
| 19 | Juegos helados            | Junio de 2020 | Winter games            |
| 20 | El misterio del cobertizo | Junio de 2020 | The mistery of the shed |
| 21 | ¡Salvemos el bosque!      | Junio de 2020 | Save the forest!        |
| 22 | El baile                  | Junio de 2020 | The dance               |
| 23 | Un pícnic en el bote      | Junio de 2020 | A picnic by the lake    |
| 24 | Di patata                 | Junio de 2020 | Say cheese              |
| 25 | No te rasques             | Junio de 2020 | Big foot's big itch     |
| 26 | El apagón                 | Junio de 2020 | The blackout            |

## Reparto
| Personaje | Actor de doblaje   |
| --------- | ------------------ |
| Cleo      | Valeria Barberi    |
| Cuquín    | Mauricio Gutiérrez |
| Colitas   | Eri Kimura         |
| Maripí    | Estefanía Piedra   |
| Pelusín   | Tenyo Vargas       |
| Tete      | Álvaro Salarich    |

## Emisión
La serie Cleo y Cuquín comenzó a emitirse el 8 de enero de 2018 en Clan y el 22 de enero de 2018 en Nick Jr (Estados Unidos) El canal Discovery Kids lo estrenó en México el 5 de marzo de 2018 y el canal Cartoonito el 1 de diciembre de 2021.
En Paraguay la serie se estrenó el 17 de diciembre de 2018.
En Argentina la serie se estrenó el 15 de marzo de 2021.